# توماس شميت (كاياكير)
توماس شميت (بالألمانية: Thomas Schmidt)‏ هو كاياكير ألماني، ولد في 18 فبراير 1976 في باد كرويتسناخ في ألمانيا.

## وصلات خارجية
- الموقع الرسمي
- توماس شميت على موقع اللجنة الأولمبية الدولية (الإنجليزية)
- توماس شميت على موقع أوليمبيديا (الإنجليزية)